# Liste von Modemuseen
Ein Modemuseum stellt Kleider- und Trachtenmode verschiedener historischer Epochen oder bestimmter kultureller Regionen bzw. damit verbundene Accessoires aus.
Die Modemuseen sind eine auf Mode spezialisierte Sonderform der Textilmuseen, die durchwegs auch Mode zeigen, die Trachtenmuseen auch eine Sonderform der Volkskundemuseen.

## Deutschland
Siehe auch: Liste deutscher Museen nach Themen: Textilindustrie

### Baden-Württemberg
- Gewandhaus Museum Inneringen, Inneringen
- Modemuseum Schloss Ludwigsburg, Ludwigsburg
- Schwarzwälder Trachtenmuseum, Haslach im Kinzigtal

### Bayern
- Deutsches Knopfmuseum, Bärnau
- Historisches Schuhmuseum Pflanz, Landsberg am Lech
- Trachtenmuseum Ochsenfurt, Ochsenfurt

### Brandenburg
- Modemuseum Schloss Meyenburg, Meyenburg

### Hessen
- Deutsches Ledermuseum, Offenbach am Main

### Niedersachsen
- Museum für textile Kunst, Hannover

### Nordrhein-Westfalen
- Museum für Europäische Volkstrachten, Wegberg-Beeck

### Rheinland-Pfalz
- Deutsches Schuhmuseum Hauenstein, Hauenstein

### Saarland
- Museum für Mode & Tracht, Nohfelden

### Sachsen
- Museum für Sächsische Volkskunst – traditionelle sorbische Trachten, Dresden

## Belgien
- MoMu, Antwerpen

## Frankreich
- Musée de la Mode et du Textile, Paris, Teil des Musée des Arts décoratifs, keine Dauerausstellung
- Musée Galliera, Paris, ebenfalls Teil des Musée des Arts décoratifs, aber an einem anderen Standort
- Musée de l'Impression sur Etoffes, Moulhouse

## Italien
- Galeria del Costume, Florenz
- Centro Studi di Storia del Tessuto e del Costume, Venedig

## Japan
- Kyoto Costume Institute, Kyōto

## Niederlande
- Tassenmuseum Hendrikje, Amsterdam

## Portugal
- Museu Nacional do Traje e da Moda, Lissabon

## Schweiz
- Modemuseum/Modesammlung, Uerkheim
- Mode-Museum Miroir des Modes, Zürich

## Spanien
- Museo del Traje, Madrid

## Südkorea
- Koreanisches Modemuseum, Seoul

## Thailand
- Bangkok Fashion Trend Center, Bangkok

## USA
- Fashion Institute of Design & Merchandising Museum, Los Angeles
- Fashion Institute of Technology, New York City

## Vereinigtes Königreich
- Gallery of Costume, Manchester
- Fashion and Textile Museum, Bermondsey
- Museum of Costume, Bath
- National Museum of Costume, New Abbey
- Victoria and Albert Museum, London